# Memuro
Memuro (jap. 芽室町 Memuro-chō) – miasto w Japonii, w prefekturze Hokkaido, w podprefekturze Tokachi. Według danych na rok 2020 miejscowość zamieszkiwało 18 048 mieszkańców , a gęstość zaludnienia wyniosła 35,1 os./km².